# 1508 en santé et médecine
| Années de la santé et de la médecine : 1505 - 1506 - 1507 - 1508 - 1509 - 1510 - 1511    |
| Décennies de la santé et de la médecine : 1470 - 1480 - 1490 - 1500 - 1510 - 1520 - 1530 |

Cet article présente les faits marquants de l'année 1508 en santé et médecine.

## Fondations
- 5 mars : fondation de la Communauté des apothicaires de Rouen[1],[2].
- Fondation du collège des chirurgiens barbiers d'Édimbourg[3].
- La confrérie de le Trinité de Lyon fait construire, à côté de l'hôpital des pestiférés de Saint-Laurent des Vignes, « un hôpital de six chambres garnies, qu'elle agrandi[ra] par la suite, avant que l'hôpital de la Quarantaine l'absorb[e][4] ».
- « Un petit jardin botanique est aménagé devant la salle des actes de la faculté de médecine de Paris[5]. »
- 1499-1508 : construction du vieil hôpital de Nantes[6].
- 1508-1514 : construction, « à l'instigation du capitoulat et grâce à des dons privés », de l'hôpital Saint-Sébastien de Toulouse, destiné aux pestiférés et qui « accueill[era], à partir de 1530, les pauvres valides étrangers à la ville et, à partir de 1543, l'excédent des pauvres de l'hôpital Saint-Jacques[7] ».

## Divers
- À Paris, « un arrêt de Louis XII rend obligatoire la présence de deux docteurs en médecine lors des visites effectuées par les maîtres épiciers-apothicaires des boutiques d'apothicairerie et d'épicerie », ces métiers étant dès lors « contraints de se soumettre à l'autorité de la faculté de médecine[8] ».
- Vers 1508 : Ulrich von Hutten (1488-1523) contracte la syphilis[9], maladie sur laquelle il publiera en 1519 son traité sur le traitement du mal français par le bois de gaïac (De guaiaci medicina et morbo gallico[10]).

## Publication
- 1508 (1507 a.s.) : publication à Paris chez Antoine Vérard, de la Condamnation de Banquet, moralité attribuée à Nicolas de La Chesnaye et qui « mérite de retenir l'attention des historiens des sciences médicales » parce « qu'elle n'est, en somme, qu'une leçon de diététique[11] ».

## Naissance
- 8 décembre : Gemma Frisius, mort en 1555, mathématicien, géographe et médecin des Pays-Bas, professeur de mathématiques, de médecine et d'anatomie à Louvain ou il eut Mercator pour élève[12].

## Décès
- 27 août : Jérôme Münzer (né entre 1437 et 1460), médecin et voyageur allemand[13].